# Pilot 759 SE
Pilot 759 SE är en svensk lotsbåt som byggdes 2006 av Marine Alutech Oy Ab i Tykö i Finland för Sjöfartsverket i Norrköping. Pilot 759 SE stationerades vid Sundsvalls lotsplats.